# Otago (polotok)
Polotok Otago (maorsko Muaūpoko) je dolg, hribovito razčlenjen prst kopnega, ki tvori skrajni vzhodni del Dunedina na Novi Zelandiji. Vulkanskega izvora tvori eno steno erodirane doline, ki zdaj tvori pristanišče Otago. Polotok leži jugovzhodno od pristanišča Otago in poteka vzporedno s celino v dolžini 20 km, z največjo širino 9 km. S celino se na jugozahodnem koncu povezuje z ozko ožino, široko približno 1,5 km.
Predmestje Dunedina sega na zahodni konec polotoka, sedem mestnih območij in skupnosti pa leži vzdolž pristaniške obale. Večji del ozemlja je redko poseljen in zasedan s strmimi odprtimi pašniki. Polotok je dom številnim vrstam divjih živali, zlasti morskim pticam, plavutonožcem in pingvinom; na tem območju deluje več ekoturističnih podjetij.

## Geografija
Polotok je nastal hkrati s hribi, ki so obrnjeni proti njemu čez pristanišče, kot del velikega, davno ugaslega vulkana Dunedin. Več vrhov polotoka, predvsem primerno poimenovan Harbour Cone, dokazuje ta vulkanski izvor. Te kamnine so bile zgrajene pred 13 do 10 milijoni let.
Velik del polotoka je strmo hribovje, najvišje točke pa so Mount Charles (408 m), Highcliff (381 m) in Sandymount (320 m). Dva plimska zaliva ležita na pacifiški obali polotoka, Hoopers Inlet in Papanui Inlet. Med njima je rt Cape Saunders. Bližnje naravne znamenitosti so 250 m visoke pečine Lovers' Leap in The Chasm.
Na vhodu v pristanišče Otago se polotok dvigne do vrha Taiaroa, kjer je gnezditvena kolonija severnega kraljevega albatrosa (Diomedea epomophora), edina kolonija albatrosa, ki jo najdemo na naseljeni celini. Razgledni center za kolonijo albatrosov je ena glavnih ekoturističnih znamenitosti polotoka, skupaj z drugimi divjimi živalmi, kot so tjulnji in rumenooki pingvini (Megadyptes antipodes). Večino polotoka Otago predstavljajo kmetijska zemljišča v lastništvu, z vse večjim številom majhnih posesti ali življenjskih blokov. Nekatera območja biotske raznovrstnosti, kot je Taiaroa Head, se upravljajo kot zatočišča za divje živali. Veliko vrst morskih ptic in predvsem pobrežnikov je mogoče najti okoli plimskih zalivov, vključno z žličarkami, kljunastimi pticami in čapljami.
Pacifiška obala polotoka vključuje več plaž, ki so dovolj oddaljene od Dunedina, da so redko poseljene tudi sredi poletja. Med njimi so plaža Allans, plaža Boulder, plaža Victory in zaliv Sandfly.
Plaža Victory, poimenovana po bližnji brodolomu ladje Victory iz 19. stoletja, ima skalno formacijo, lokalno znano kot 'Piramide' zaradi podobnosti s staroegipčanskimi spomeniki. Zaliv Sandfly Bay, imenovan ne po žuželki, ampak po pesku, ki ga napiha veter, je dostopen po poti skozi nekatere najvišje peščene sipine na Novi Zelandiji, ki se dvigajo približno 100 metrov nad plažo.
Druge turistične znamenitosti na polotoku so grad Larnach, obnovljeno obalno obrambno postajo Armstrongovega 'izginjajočega' orožja in vojni spomenik. S ceste Highcliff Road, ki poteka vzdolž hrbtenice polotoka, je razgled na mesto in okolico.
Skupno število prebivalcev polotoka je pod 10.000, od tega približno polovica v predmestjih Dunedina, ki posegajo na njegov zahodni konec, kot sta Vauxhall in Shiel Hill. Večinoma je poseljena samo stran, ki meji na pristanišče Otago, z več majhnimi skupnostmi, posejanimi po dolžini polotoka. Največji med njimi so Macandrew Bay (največje naselje na polotoku, 1100 prebivalcev), Portobello in Ōtākou. Otākou je bil kraj prve stalne evropske naselbine v pristanišču in zgodnje kitolovske postaje, ki jo spominjajo na bližnji Wellerjevi skali. V pristanišču in na zunanjem polotoku je bilo več drugih kitolovskih postaj, vključno s Srednjo ribiško postajo na Harington Pointu.

## Zgodovina

### Predevropska naselbina
Novo Zelandijo so ljudje prvič naselili okoli leta 1300 našega štetja, na Južnem otoku pa so se ljudje koncentrirali na vzhodni obali. V arhaičnem obdobju (lov na moe) je bil polotok Otago razmeroma gosto naseljeno območje v središču najbolj naseljene regije v državi.
Zemljevid zabeleženih maorskih arheoloških najdišč za Otago Conservancy prikazuje veliko več na polotoku Otago kot drugje v regiji. Druga, ki prikazuje samo tista iz arhaičnega obdobja, prikazuje najdišča, zbrana na polotoku in vzdolž obale čez pristanišče na zahodu in severu. To je bila ena od treh skupin na jugovzhodni obali Južnega otoka: ena od približno Oamaruja južno do Pleasant River; druga z juga Waikouaitija, vključno s polotokom Otago in zaostankom blizu izliva Kaikorai; druga se razteza južno od ustja reke Matau. Grozdi vsebujejo nekaj večjih mest. Na polotoku Otago pri Little Papanui je srednje velika, medtem ko ima okrožje Harwood eno največjih. Ta in številna druga manjša mesta so jasno vidna, čeprav jih obiskovalci pogosto ne prepoznajo, kakšna so.
Njihovi prebivalci so bili Polinezijci, predniki sodobnih Maorov, ki so živeli z lovom na velike ptice, predvsem zdaj izumrle neleteče moe, pa tudi tjulnje in ribolov.
Obeske iz kitove slonovine, ki so jih našli v Malem Papanuiju, so izdelali prvi obiskovalci mesta in so zdaj v muzeju Tūhura Otago v Dunedinu. Ocenjuje se, da so bili najnižji nivoji mesta zasedeni med letoma 1150 in 1300 našega štetja. Domneva se, da je bilo v istem obdobju zasedeno še eno območje na polotoku, v zalivu Papanui, kot tudi obsežno območje v okrožju Harwood. Little Papanui in Harwood veljata za stalni naselji, ne za začasna taborišča. En sam radiokarbonski datum za Harwood nakazuje, da je bil leta 1450 tudi zaseden. Tri veličastne pounamu adzes, za katere je rekel H.D. Skinner, da so najboljši svoje vrste, so našli v bližini in so datirani v isti čas. Predstavljajo obliko, ki je bila že ob nastanku arhaična. Trenutno so v muzeju Otago.
Ustno izročilo južnih Maorov pripoveduje o petih zaporedoma prihajajočih ljudstvih in medtem ko se zdi, da so najzgodnejši, Kahui Tipua, vilinsko ljudstvo, je sodobno antropološko mnenje, da predstavljajo zgodovinske ljudi, ki so bili oviti z legendami. Te Rapuwai so bili naslednji in zdelo se je, da sta jih nasledili dve plemeni Waitaha, vendar je bilo predlagano, da je bilo to v resnici eno, pri čemer so nekateri kasnejši prišleki uporabljali tudi 'Waitaha' kot splošno ime za vsa prejšnja ljudstva. Te Rapuwai so morda uporabljali tudi tako. Kljub temu so bili nekateri, na primer tisti na polotoku, tradicionalno identificirani s Te Rapuwai. Kasnejši Andersonovi ali plemenski Waitaha so na jug prispeli v 15. stoletju.
Moe in lovci na moe so začeli propadati, vendar se je razvila nova klasična maorska kultura, za katero je značilna gradnja pā (utrjeno naselje), in nova ljudstva so prišla na polotok Otago. Ljudje so tukaj v tem času izvajali tako imenovano gospodarstvo iskanja hrane. Vse bolj so se zanašali na nabiranje korenine kapusovke tī kouka (Cordyline australis) in 'umu ti' se širijo po nekaterih delih polotoka, kar kaže na intenzivno rabo zemlje.
Kati Mamoe (Ngāti Mamoe) so prišli v poznem 16. stoletju. Kai Tahu so prišli približno sto let pozneje. Pukekura, trdnjava na Taiaroa Head, je bila zgrajena okoli leta 1650. Bližnje vasi na plaži Te Rauone morda izvirajo iz istega časa. Pukekurine terase so še vedno vidne, nekatere pa so vključene v kasnejša evropska obrambna dela.
Iz tega obdobja so ohranjena številna izročila o osebah, kot sta Waitai in Moki II., ki sta v različnih obdobjih oba živela v Pukekura 'pa'. Eden najbolj znanih zadeva Tarewaija, ki ga je težko kronološko uvrstiti, vendar je bil po rodu Kai Tahu. Pridobil je Pukekuro, bil v konfliktu s Kati Mamoe pri zalivu Papanui in slavno pobegnil nazaj v Pukekuro ob pečini, ki je še vedno znana kot Tarewaijev skok. Prišlo je do prepira o ribolovnih pravicah Kati Mamoe v zalivu Papanui. Tam je bila najden posebej dober talisman, ribja kljuka iz kitove kosti iz 18. stoletja, ki je zdaj v muzeju Otago.

### Prihod Evropejcev
James Cook je mimo plul februarja 1770 in Cape Saunders poimenoval po sekretarju admiralitete. Njegova karta je prikazovala zaliv v Hooperjevem zalivu, ki ga je morda poleti 1808–1809 raziskal in poimenoval Charles Hooper (glavni častnik na angleški ladji Daniela Cooperja, Unity). Takrat so pristanišče začeli uporabljati lovci na tjulnje, ki so se verjetno zasidrali ob Wellersovi skali, sodobnem Ōtākouju, kjer je bila obsežna maorska naselbina. Pristanišče Otago je kraj, kjer se je začela vojna tjulnjev, ki jo je sprožil incident v zalivu Sydney, medtem ko so njeni možje lovili tjulnje pri rtu Saunders. To je pripeljalo do napada Jamesa Kellyja leta 1817 na 'mesto Otago' (verjetno naselje(-a) Te Rauone), potem ko so bili William Tucker in drugi ubiti pri Whareakeakeju (Plaža morilcev) bolj severno. Mir je bil ponovno vzpostavljen leta 1823. Leta 1826 sta ga obiskali Rosanna in Lambton, ladji prve novozelandske družbe. Na Novo Zelandijo so pripeljali tudi prve zabeležene Evropejke in izdelali slike polotoka Thomasa Shepherda. Shepherdove slike so najstarejše znane in se hranijo v knjižnici Mitchell v Sydneyju. Novembra 1831 so bratje Weller, Joseph, George in Edward, ustanovili svojo kitolovsko postajo na Wellers' Rocku. V 1830-ih je njihov obrat v Otagu postal največji v državi, pristanišče pa je postalo mednarodno kitolovsko pristanišče. Leta 1841 sta operacijo Wellerjev prevzela Octavius Harwood in CW Schultze.
Prišlo je do spora z Maori, ki so v letih 1835 in 1836 preboleli epidemije ošpic in gripe. Leta 1839 je kitolov propadel in marca 1840 je Dumont D'Urville, gostujoči francoski navigator, evropsko in maorsko skupnost na polotoku opisal kot trgovino z alkoholom in spolnostjo. Pogodba iz Waitangija je bila na polotoku podpisana junija, čeprav je bil Južni otok že priključen s 'pravico do odkritja'. Prvo krščansko bogoslužje je kasneje istega leta v Otagu pridigal na polotoku škof Pompallier.
Leta 1844 se je združenje Otago pogajalo z lokalnim Kai Tahujem o nakupu bloka Otago za svojo naselbino Škotske svobodne cerkve. Vendar pa so na prvem srečanju med iwi in agentom (novozelandsko podjetje) voditelji Kai Tahu 18. junija izrazili željo, da obdržijo celoten polotok zase. Toda geodet podjetja Frederick Tuckett ni želel dovoliti Kai Tahu, da obdržijo vojaško strateško zemljišče tako blizu predlagane lokacije nove naselbine, niti jim dovoliti nadzora nad zemljo, na kateri so že bili evropski naseljenci, če bi razvili naselbino, ki bi tekmoval s tistim iz združenja Otago. Pogajalci Kai Tahuja so prepričali Turketta, da čeprav se bodo odpovedali delu polotoka, ne bodo prodali severnega dela, saj so bile tam njihove vasi in urupā. Nekateri poglavarji z močnimi povezavami Mamoe so želeli obdržati ves polotok od Puketaija naprej (kot se je takrat imenoval Andersonov zaliv). Ko je William Wakefield iz novozelandske družbe 16. julija prispel na lokacijo, tega ni hotel sprejeti. Sčasoma je moral Wakefield za nakup katere koli zemlje sprejeti položaj Kai Tahu. Pogodba o prodaji je bila podpisana 31. julija 1844, pri čemer je Kai Tahu obdržal 6665 arov (2697 ha) severnega dela polotoka.
Charles Kettle, geodet združenja, je leta 1846 in 1847 načrtoval predmestne in podeželske bloke. Ob prihodu prvih migrantskih ladij v začetku leta 1848 se je središče naselbine preselilo v Dunedin, medtem ko je Port Chalmers na drugi strani pristanišča nasledil Otago kot mesto mednarodno pristanišče. Decembra je William Cargill, svetni vodja naselja Otago, uspešno vložil peticijo pri vladi, da ponovno uvede »Otago« kot prvotno ime. Stara kitolovska vas in sosednje maorske naselbine so zdaj postale "Otakou".

### Rast sodobnega naselja
Ko se je Dunedin razvijal, je južni konec polotoka postal mesto za rekreacijo in nato predmestje. Ko je začelo prihajati vse več priseljencev, so se naselja oblikovala ob pristanišču in na cesti Highcliff na hrbtenici kopenske mase, v zgodnji fazi evropske poselitve pa tudi na bolj izpostavljenih pacifiških pobočjih.
Odkritje zlata leta 1861 je povzročilo ogromen naval ljudi in kapitala v Otago. V naslednjem desetletju je iz izkopavanj odteklo zlato v vrednosti milijonov funtov, večina pa skozi Dunedin. Hitra rast Dunedina v najuspešnejše mesto na Novi Zelandiji je spodbudila razvoj na polotoku, saj so kmetje prejeli višje cene za veliko blaga, ki so ga dobavljali mestu. Do leta 1864 je število prebivalcev polotoka naraslo na 1269 in do leta 1881 na 2425. Maorsko prebivalstvo, ki je živelo na polotoku, pa se je zmanjšalo z najmanj 500 na 600 v zgodnjih 1830-ih in na 22 leta 1891. Zaradi povečane poselitve je bilo avtohtono grmičevje izkrčeno na večini terena v množični preobrazbi pokrajine.
Povečano bogastvo je v 1860-ih vodilo tudi do ustanovitve vrtov za zabavo v Vauxhallu; George Gray Russell je zgradil svojo hišo v Glenfallochu, William Larnach pa je pridobil zemljišče za svojo veliko hišo v Pukehikiju, 'Larnach Castle'.
Na Taiaroa Headu so leta 1864 zgradili svetilnik in začelo se je delo z uporabo zaporniškega dela, da bi zgradili vijugasto pristaniško cesto z značilnimi morskimi zidovi iz lokalnega kamna. Čez očiščeno zemljo so naseljenci zgradili suhozide po vzorcu 'Gallowayskih nasipov', še ene vidne in značilne značilnosti pokrajine, katere edini drugi primeri na Novi Zelandiji so čez pristanišče na nasprotnih višinah. V bližini Sandymounta so leta 1864 zgradili kamnite peči za apnenico.
Do konca 1860-ih je bila večina kmetij velikih manj kot 100 arov, s skupno 6000 arov ograjenih in so gojili bodisi poljščine bodisi živino. Do leta 1880 je bila približno tretjina kopnega polotoka obdelana,  preostanek pa je bil še vedno grmovje, močvirje ali pesek. Od časov najzgodnejših evropskih naselbin s pristaniščem, obdanim z grmičevjem poraslimi hribi in brez cest, razen preprostih poročnih poti, ki so uporabljale vode pristanišča, je bilo najučinkovitejše sredstvo za prevoz potnikov in blaga med naselji. Ko so se naselja razvijala, so bili zgrajeni pomoli v zalivu Andersons Bay, Vauxhall, Waverly, Burns Point, Johnstons, Glenfallach, Macandrew Bay, Company Bay, Broad Bay, Ross Point, Portobello, Otakou in Harington Point. Leta 1862 je bil v zalivu Andersons zgrajen pomol za oskrbo Vauxhall Gardens, velikega prizorišča za zabavo z vrtovi, kopališči, hotelom, športnimi igrišči, gugalnicami in krožišči ter rotundo godb. Pomol so uporabljali številni trajekti, vključno z Nugget, Lady of the Lake (leta 1864 in 1865), Golden Age (čez poletje), Minerva (za kratek čas leta 1864) in Iron Age, da so bili stranke do prizorišča, dokler ni sledil konec zlate mrzlice je podjetje postalo negospodarno in sčasoma zaprto. Za gradnjo novih cest in njihovo vzdrževanje so bili zadolženi cestni odbori. Cesta do zaliva Andersons Bay in Tomahawk je bila dokončana do zime 1860, od tam pa je do Highcliffa in Portobella vodila vzvodna steza, ki ni bila primerna za prevoz s kolesi, zaradi česar je bila večina naselij omejena na zaliv Andersons Bay, Tomahawk, Portobello in manjše naselij ob obali, kjer bi jih lahko vozili s trajekti. Trajektne storitve so se začele leta 1859.
Železnica je bila dokončana do zaliva Andersons Bay leta 1878, vendar ni nikoli nadaljevala. Nasip je bil dokončan čez zaliv Andersons do Vauxhall Cornerja leta 1872. Vseboval je most, ki ga je bilo mogoče odpreti, da je omogočil prehod za čolne.
Po ukinitvi provincialnega sveta leta 1876 je upravljanje polotoka postalo odgovornost okrožnega sveta polotoka, katerega upravno središče je bilo v Portobellu.
Do leta 1878 je zalivska cesta dosegla Portobello, kar je omogočilo, da so po njej vozile poštne kočije in pozneje avtobusi s konjsko vprego, medtem ko so se številni prebivalci na pot odpravili samostojno s svojimi zasebnimi konji in vpregami. Posledično zmanjšanje pokroviteljstva je povzročilo ukinitev številnih trajektnih storitev. Izboljšana kopenska povezava je spodbudila razvoj naselij v East Harbourju (kasneje preimenovanem v Macandrew Bay), Company Bay in Broad Bay.
V 1880-ih so po strahu pred rusko invazijo Taiaroa Head obsežno utrdili. Armstrongov top je bil nameščen leta 1886. Trajekti so povezovali pristaniško obalo polotoka z mestom in Port Chalmersom.
Kljub erozijsko nagnjenim ilovnatim prstem in strmim pobočjem se je leta 1900 90 % od približno 200 kmetov na polotoku ukvarjalo z mlekarstvom. V tem času je polotok oskrboval tudi večino krompirja v Dunedinu, pri čemer se je približno 70 kmetov okoli Highcliffa in Sandymounta ukvarjalo z njihovo proizvodnjo. Poleg tega je bilo v zalivu Andersons Bay več tržnih vrtov, v katerih so prevladovali Kitajci, in manjše število v Portobellu (od leta 1881 dalje), kjer so gojili široko paleto pridelkov. Prvi telefon je bil nameščen v zalivu Andersons Bay leta 1885.
Čiščenje zemlje se je hitro nadaljevalo in do leta 1915 je ostalo samo 379 ha grmovja. Leta 1888 je odbor za ceste Portobello uvedel vsesplošno nepriljubljeno cestnino na cesti v Portobello, da bi nadomestil stroške vzdrževanja in razvoja.
Do leta 1900 od 9718 ha le približno osmina ni bilo zasedena s kmetijskimi dejavnostmi ali urbano gradnjo. Do istega leta je Andersons Bay postal priljubljen kraj za življenje, zlasti med poslovneži in strokovnjaki, številni med njimi so gradili velike domove.
Leta 1904 je bila v Aquarium Pointu v Portobellu ustanovljena ribogojnica morskih rib. Še en znak spreminjanja odnosa do divjega življenja je bila samoustanovitev kolonije kraljevih albatrosov (Diomedea epomophora) na Taiaroa Headu v 1920-ih, ki je bila zdaj skrbno negovana zaradi znanstvenega interesa.
V Highcliffu so se pojavili radijski drogovi in izseljevanje s podeželja je bilo kompenzirano z rastjo pristaniških naselij. Izboljšanje cest je povzročilo propad trajektov.
Po drugi svetovni vojni so garnizijo Taiaroa Head umaknili in svetilnik avtomatizirali. Univerza v Otagu je prevzela ribogojnico kot raziskovalno ustanovo, saj je njen komercialni namen usahnil.
V 20. stoletju se je raba tal spremenila, saj je izsuševanje in razvoj nižine Taieri sčasoma pripeljalo do tega, da je to območje zasenčilo prirejo mleka, mešane kmetije pa so se umaknile ekstenzivni paši. Podeželsko prebivalstvo, zlasti na pacifiški obali, se je zmanjšalo, zapuščena posestva in ceste pa so počasi propadale za nasadi ciprese Cupressus macrocarpa in gloga. Ponovno narejena, evropeizirana pokrajina je zdaj dobila pridih mehkega propadanja in začela dobivati "naraven" izgled. To je pritegnilo pozornost obiskovalcev in umetnikov. Colin McCahon, najslavnejši novozelandski slikar, je svojo 'vizijo' novozelandske pokrajine najprej oblikoval s študijami polotoka, najbolj razvita je bila tista iz let 1946–49, ki je zdaj v lasti mesta in je na ogled v osrednji javni knjižnici Dunedin.
Mesto Dunedin je leta 1967 prevzelo okrožje Peninsula in obljubilo, da bo razširilo mrežo vode in kanalizacije.
V zadnjih desetletjih je prišlo do naraščajoče predmestne zasedenosti mestnih območij, nekaj razvoja 'življenjskega sloga' na pristaniških pobočjih in vse večjega turističnega prometa.
Polotok Otago je eden redkih krajev na Novi Zelandiji, kjer so povsod vidni dokazi o dolgi človeški posesti zemlje. V veličastnem, a kompaktnem okolju je izziv ohraniti ravnovesje med človeškim in naravnim ob naraščajočem stanovanjskem in turističnem razvoju.

## Narava
Različne vrste endemičnih, redkih in ogroženih divjih živali so bile potrjene v bližini polotoka Otago na kopnem in na morju. Na tem območju so znani gekoni z dragulji (Naultinus gemmeus). Orjaške moe so v zgodovini videli na polotoku. Ogrožena oceanska megafavna, kot so morski pes orjak (Cetorhinus maximus), veliki beli morski pes (Carcharodon carcharias) in želva orjaška usnjača (Dermochelys coriacea), so bile potrjene ob obalah Otaga.

### Oceanske ptice
Na polotoku Otago je raznoliko rastlinstvo in živalstvo. Med opazovanimi pticami so ogroženi rumenooki pingvin (Megadyptes antipodes), pritlikavi pingvin (Eudyptula minor), kormoran in severni kraljevi albatros. Gnezditvena kolonija albatrosa na Taiaroa Head je edina na svetu blizu obale in človeških prebivališč. Na polotoku prebivajo tudi različne vrste močvirskih ptic, zlasti kraljeva žličarka (Platalea regia), ki so pogost prizor v okolici zalivov Hooper in Papanui na pacifiški obali polotoka.

### Morski sesalci
Obale polotoka Otago so pomembni življenjski prostori za morske sesalce. Kolonije plavutonožcev in morskih levov so se obnovile v 20. stoletju po množičnem izkoriščanju v 19. stoletju, ki je skoraj izbrisalo tako njih kot kite. Veliko novozelandskih morskih medvedov (Arctocephalus forsteri) in Hookerjevih morskih levov koti okoli Taiaroa Head. Polotok Otago velja za izjemen in pionirski življenjski prostor, zlasti za morske leve, saj je edino stalno kotitveno območje na glavnem naseljenem otoku. Znano je, da se na tem območju pojavljajo tudi južnomorski sloni in morski leopardi (Hydrurga leptonyx).
Polotok Otago velja za enega najbolj priljubljenih habitatov za južnomorske kite na celinskih obalah, tako trenutno kot v preteklosti. V predevropskih časih so jih pogosto videli v pristanišču, da bi se parili ali kotili. Bili so glavna ciljna vrsta za obalni kitolov, kar je tudi glavni razlog za Port Otago. Kite so lovili skoraj do izumrtja, zdaj pa jih redko vidimo. Občasno jih opazimo v pristanišču, a povečanje ladijskih poti in spremljajoči podvodni zvoki lahko prispevajo k njihovi odsotnosti. Morda bodo izvedene prihodnje študije, da bi preučili rešitve za njihovo vrnitev v pristanišče. Včasih jih je mogoče videti tik ob obali v njihovi zimski selitveni sezoni, skupaj s kiti grbavci, ki so jih prav tako lovili na tem območju. Danes so se količine pojavljanja med temi vrstami obrnile zaradi drastične razlike v biomasi. Taiaroa Head bi lahko bila točka z največjimi možnostmi za srečanje teh velikanov. Drugi vosati kiti, ki so bili pred kratkim potrjeni na tem območju, so sinji kiti in minke kiti. Na tem območju je bil odlovljen tudi eden najzgodnejših primerkov antarktičnega minke kita (Balaenoptera bonaerensis).
Več vrst delfinov in majhnih kitov pogosto zahaja na polotok; temni delfin (Lagenorhynchus obscurus) in ogroženi endemični Hektorjev delfin tvorita močne povezave z območjem, medtem ko se delfini pliskavke in navadni delfini pojavljajo manj pogosto. Zunanji polotok tik ob Taiaroa Head je eno od treh glavnih območij zbiranja temnih delfinov na Novi Zelandiji, medtem ko pristaniška voda in polotok nudita območja za razmnoževanje in dojenje. Občasno opazimo tudi orke.
Številne druge oceanske vrste, kot so kit glavač, dolgoplavuta mrka pliskavka (Globicephala melas) in več vrst kljunatih kitov (Ziphiidae), vključno Tasmanov kljunati kit in delfini, kot so delfini južnega desnega kita (Lissodelphis peronii), lahko najdemo dlje od obale okoli bogatega globokomorskega kanjona približno 20 km od obale. Ta morski kanjon je edino znano območje na svetu, kjer so večkrat opazili Tasmanove kljunate kite, njegova raznolikost kitov in delfinov pa je lahko tako pomembna kot tista v Kaikōuri. Leta 2023 sta bila morski kanjon in južna obala polotoka določena za nova morska rezervata.

## Turistične atrakcije
- Fletcherjeva hiša, muzej koč iz edvardijanskega obdobja, Broad Bay.
- Muzej polotoka Otago in muzej zgodovinskega društva, družbena in kmetijska zgodovina polotoka, Portobello.
- Glenfalloch Woodland Gardens & Cafe
- Grad Larnach
- Kolonija kraljevega albatrosa - edina celinska kolonija na svetu
- Leta 2008 je mestni svet Dunedina kupil 328 hektarjev zemljišča, ki obdaja Harbour Cone, značilno geološko značilnost na polotoku Otago, na kateri so arheološka najdišča zgodnjih naseljencev in ostanki iz predkolonialnih časov. V tem spektakularnem območju lahko uživate v številnih sprehodih, več informacij pa najdete na spletni strani mestnega sveta Dunedina: Harbour Cone
- Priljubljena sprehajalna in kolesarska pot (del Otago Harbour Cycleway) poteka od osrednjega mesta vzdolž pristaniške obale polotoka do Portobella. Google Zemljevidi tega ne prepoznajo kot peš pot, ampak usmerjajo pešce iz mesta v Ocean Grove in nato navzgor po Srednji cesti do Highcliff Road, ki poteka vzdolž vrha polotoka. Pravzaprav so vse ceste na polotoku, ki so dostopne voznikom, dostopne tudi kolesarjem in pešcem.